# イウサアセト
イウサアセト（Iusaaset、古代ギリシア語: Saosis、サオシス）またはイウサアース（Iusaas）は、古代エジプトの宗教における原初の女神であり、男性の創造神アトゥムにとっての女性配偶神。イウサアセトは、頭がスカラベとなっている女性として描かれた。彼女はアトゥムと同様に、ギリシアのヘリオポリスであるイウンウまたはイウヌの市で崇拝されていた。イウサアセトはアカシアの木と関連しており、アカシアは、ヘリオポリスにあるイウサアセトの聖域に植えられていた。
創造の過程は、アトゥムが自慰行為をしたり、自分自身と交配したりして、シューとテフヌトの神々を生み出した時から始まったとされている。アトゥムがこの行為で使用した手は、擬人化され、女神となった。彼女はハトホルやネベトヘテペトと同一視された。